# 霹靂十傑
《霹靂十傑》是1985年英屬香港邵氏公司出品的一部功夫喜劇，由劉家良編劇、導演，是劉家良少林三部曲的第三部。亮點是小侯飾演的方世玉，而劉家輝延續自己在《少林三十六房》的角色，扮演三德和尚。

## 主要情節
少年方世玉武功高強，但他在他父親開的學校裡只是個又窮又常闖禍的學生。滿人政府壓迫漢人，並威脅要關掉學校。
方世玉一次和滿人領導的打鬥，讓事情更加惡化。為了要守住家族名譽和學校，世玉的母親苗翠花請求少林寺的三德和尚，讓她不受教的兒子躲在少林寺的第三十六房，那是給不是和尚的人作為訓練用的房間。然而，世玉過度的自滿和對官方不敬，讓他依然四處惹麻煩。最後，世玉的舉動讓滿清總督有了足夠的藉口把三十六房關掉，並掃除所有門徒。

## 主要演員
- 小侯 飾 方世玉 (粵語配音: 鄧榮銾)
- 劉家輝 飾 三德和尚 (粵語配音: 馮永和)
- 李麗麗 飾 苗翠花 (粵語配音: 盧素娟)
- 白彪 飾 清帝國提督 (粵語配音: 盧雄)
- 劉家良 飾 旗人武舉人會館主管 (粵語配音: 朱子聰)

## 外部連結
- 香港影庫上《霹靂十傑》的資料（繁體中文）
- 開眼電影網上《霹靂十傑》的資料（繁體中文）
- 时光网上《霹靂十傑》的資料（简体中文）
- 豆瓣电影上《霹靂十傑》的資料 （简体中文）
- AllMovie上《霹靂十傑》的资料（英文）
- 互联网电影数据库（IMDb）上《霹靂十傑》的资料（英文）